# Итальянская война (1551—1559)
Итальянская война 1551—1559 годов (также известная как война между Габсбургами и Валуа) — завершающая из серии «итальянских» войн первой половины XVI века. По её итогам Франция отказалась от претензий в северной Италии, послуживших причиной начала Итальянских войн за полвека до этого.
Французский король Генрих II, недовольный миром, заключенным в Крепи, воспользовался неудовольствием некоторых германских князей, чтобы вознаградить себя на счет Священной Римской империи за потерю Милана и обещал протестантам помощь Франции, если они поднимут восстание против Карла V.
5 октября 1551 г. был заключен союз между Генрихом II и курфюрстом Морицем Саксонским, стоявшим во главе недовольных императором князей, который подняли восстание. Французы дали курфюрсту 240 тыс. червонцев субсидии, за что Мориц и его союзники согласились предоставить королю имперские города Мец, Туль, Верден и Камбре. Вступив в эти города, Генрих II принудил магистраты принять французские гарнизоны, сменил членов городских советов и уничтожил вольности Меца.

## Боевые действия на суше
Из Меца Генрих II двинулся в Лотарингию, где овладел рядом городов. Император Карл V начал готовиться к походу. 20 октября 1552 г. он с 56 тыс. человек войска переправился через Рейн у Шварцбурга и на следующий день осадил Мец. Осада Меца, геройски защищаемой Гизом, продолжалась с 21 октября до 2 января 1553 г.; недостаток продовольствия и болезни поглотили более половины имперской армии, поэтому Карл должен был снять осаду и отступить в Нидерланды. В течение 1552—53 гг. в Нидерландах не происходило решительных столкновений и военные действия обеих сторон ограничивались осадою городов и незначительными стычками. В 1554 г. при Ранти (в Артуа) в первый раз дошло до серьёзного, но нерешительного боя между испанской армией герцога Филиберта Савойского и французскими войсками Франсуа де Гиза; тем не менее французы вынуждены были снять осаду Ранти и отступить к своим пределам.
Помощь французов Сиенской республике, атакованной в 1553 году Флорентийским герцогством и империей, оказалась неудачной, и после поражения в 1554 году в сражении при Марчиано Сиенская республика с 1555 года прекратила своё существование, став частью Флорентийского герцогства.
5 февраля 1556 года между французским королём Генрихом II и испанским королём Филлиппом II был подписан договор, в соответствии с которым Испания получала Франш-Конте, однако этот договор вскоре был нарушен.
После отречения Карла V в 1556 году его владения были разделены между Фердинандом I и Филиппом II, и центр войны сместился во Фландрию, где в 1557 году Филипп II вместе с савойским герцогом Эммануилом Филибертом разбил французов в сражении под Сен-Кантеном. В результате женитьбы Филиппа II на королеве Англии Марии в войну на стороне Испании вступила Англия, после чего французские войска взяли Кале и разграбили Испанские Нидерланды.
Между тем, война в Италии продолжалась, и герцог Альба защищал Миланское герцогство против французской армии де-Бриссака.
Война тяжёлым бременем легла на всех её участников, и в 1557 году произошёл «двойной дефолт»: Испания и Франция отказались от выплат по долгам. Кроме того, и Франции и Испании нужно было что-то делать с поднимающей голову Реформацией, поэтому было решено начать мирные переговоры.

## Боевые действия на море
Французский король Генрих II подписал с султаном Сулейманом договор о союзе, в соответствии с которым французский и турецкий флоты стали осуществлять в Средиземноморье совместные боевые действия против Габсбургов, что позволило Франции сосредоточить основные усилия сухопутных войск на Рейне. На стороне Империи сражался генуэзский адмирал Андреа Дориа, который 8 сентября 1550 года сумел захватить город Махдия в Тунисе.
Боевые действия на море начались с того, что в 1551 году турки приступили к осаде Триполи, и к турецкому флоту присоединились французские галеры из Марселя. Когда в 1552 году Генрих II атаковал Карла V, то турки послали в Западное Средиземноморье сто галер. Франко-турецкий флот разграбил побережье Калабрии, захватил город Реджо-ди-Калабрия, разбил Андреа Дориа в сражении у острова Понца, а в 1553 году осуществил вторжение на Корсику. В продолжении войны османский флот под командованием Тургут-реиса продолжал атаковать испанские владения в Западном Средиземноморье: осада Орана в 1556 году закончилась провалом, зато туркам удалось отбить Бужио в 1554 году и разбить генуэзский флот у Пьомбино в 1555 году, а в 1558 османский флот, прибывший по просьбе Генриха II, разграбил Балеарские острова.

## Мир
В апреле 1559 года были подписаны мирные договоры между участниками войны. По их итогам Франция закрепила за собой Кале, но отдала часть территорий Испании, а также отказалась от претензий на владения в Италии, послужившие причиной всех Итальянских войн. В Европе окончательно установилась гегемония Габсбургов, просущестовавшая до Тридцатилетней войны.